# Élections législatives de 1956 dans le Bas-Rhin
Les élections législatives de 1956 dans le Bas-Rhin sont des élections françaises qui ont eu lieu le 2 janvier 1956 dans le département des Bas-Rhin dans le cadre des élections législatives françaises de 1956, sous la IVe République.
Ce sont les dernières élections législatives de la Quatrième république, après les élections de novembre 1946 et de juin 1951.

## Mode de scrutin
L'Assemblée nationale est composée de 626 sièges pourvus au scrutin proportionnel plurinominal suivant la règle de la plus forte moyenne dans le cadre départemental, sans panachage.
Le vote préférentiel est admis, en inscrivant un numéro d'ordre en face du nom d'un, de plusieurs ou de tous les candidats de la liste. Mais l'ordre ne pourra être modifié que si au moins la moitié des suffrages portés sur la liste est numéroté. Dans les faits les modifications ne dépasseront jamais les 7%.
La loi électorale du 7 mai 1951, dite loi des apparentements, reste en vigueur. Elle permet à la base une répartition des sièges à la représentation proportionnelle dans le département, mais si des listes « apparentées » avant le déroulement du scrutin obtiennent ensemble une majorité absolue de suffrages exprimés, elles reçoivent directement tous les sièges à pourvoir.
Dans le département du Bas-Rhin, neuf députés sont à élire.

## Élus
| Député sortant      | Parti | Parti    | Député élu ou réélu | Parti | Parti    |
| ------------------- | ----- | -------- | ------------------- | ----- | -------- |
| Marcel Rosenblatt   |       | PCF      | Étienne Lux         |       | MRP      |
| Pierre Pflimlin     |       | MRP      | Pierre Pflimlin     |       | MRP      |
| Henri Meck          |       | MRP      | Henri Meck          |       | MRP      |
| Albert Schmitt      |       | MRP      | Albert Schmitt      |       | MRP      |
| Joseph Klock        |       | MRP      | Joseph Klock        |       | MRP      |
| Jean-Philippe Bapst |       | MRP      | Daniel Tubach       |       | MRP      |
| Pierre Kœnig        |       | Rép. soc | Pierre Kœnig        |       | Rép. soc |
| Michel Kauffmann    |       | Rép. soc | Charles Arbogast    |       | MRP      |
| Camille Wolff       |       | Rép. soc | Georges Ritter      |       | CNIP     |

## Résultats

### Résultats à l'échelle du département
- Un apparentement est conclu en soutien à la majorité sortante, entre les listes MRP, CNIP-ARS et Rép. soc.

| Parti    | Parti    | Tête de liste     | Résultats | Résultats | Appar.  | Appar. | Sièges |
| Parti    | Parti    | Tête de liste     | Voix      | %         | Voix    | %      | Nb.    |
| -------- | -------- | ----------------- | --------- | --------- | ------- | ------ | ------ |
|          | MRP      | Pierre Pflimlin   | 202 219   | 59,23     | 147 824 | 43,30  | 7 2    |
|          | CNIP-ARS | Georges Ritter    | 202 219   | 59,23     | 30 113  | 8,82   | 1 1    |
|          | Rép. soc | Pierre Kœnig      | 202 219   | 59,23     | 24 285  | 7,11   | 1 2    |
|          | Rad-soc  | Edmond Bischoff   | 51 560    | 15,10     | -       | -      | -      |
|          | PCF      | Marcel Rosenblatt | 40 307    | 11,81     | -       | -      | - 1    |
|          | SFIO     | Georges Woehl     | 18 844    | 5,52      | -       | -      | -      |
|          | UFF      | Stanislas Striz   | 16 269    | 4,77      | -       | -      | -      |
|          | RAUE     | Charles Herzog    | 11 296    | 3,31      | -       | -      | -      |
|          | TdC      | Jacques Vecker    | 1 953     | 0,57      | -       | -      | -      |
|          |          |                   |           |           |         |        |        |
| Inscrits | Inscrits | Inscrits          | 445 711   | 100,00    |         |        | 9      |
| Votants  | Votants  | Votants           | 354 075   | 79,44     |         |        |        |
| Exprimés | Exprimés | Exprimés          | 341 405   | 96,42     |         |        |        |

L'apparentement de droite dépasse la majorité absolue des suffrages, il remporte donc tous les sièges en jeu. Ces derniers sont répartis entre les apparentés à la proportionnelle.